# Moorweg
Moorweg ist eine Gemeinde in der Samtgemeinde Esens im Landkreis Wittmund in Niedersachsen.

## Geografie

### Lage
Das Gemeindegebiet ist stark bewaldet. In dem dünn besiedelten Gebiet liegen mehrere Naturschutzgebiete. Herausragend ist die Burkhardseiche, die mit ihrem Umfang von mehr als fünf Metern älter als 400 Jahre sein muss.

### Gemeindegliederung
Die Gemeinde entstand 1972, als die heutigen Ortschaften Altgaude, Kloster Schoo, Neugaude, Wagnersfehn und Westerschoo zusammengefasst wurden.

## Geschichte
Im Bereich der Gemeinde Moorweg wurden im Mittelalter zwei Klöster angelegt. Westlich des Reihertiefs lag das Kloster Oldekloster, wahrscheinlich als Benediktinerkloster im 12. Jahrhundert angelegt und östlich des Reihertiefs das Kloster Sconamora (ein Prämonstratenserkloster aus dem 13. Jahrhundert mit dem Namen Sconamora). Oldekloster hatte ein Marienheiligtum und war Wallfahrtsort. Beide Klöster wurden nach 1421 von Kloster Marienkamp bei Esens verwaltet und als landwirtschaftliche Außenstellen weitergeführt. Mit der Säkularisation um 1530 gingen beide Klöster in den Besitz des ostfriesischen Grafen über und wurden als Domänen weitergeführt. Auf der Karte von Ostfriesland des David Fabricius 1589 werden noch beide Klöster im Harlingerland benannt.
Etwa 1770 wurde die Fehnkolonie Wagnersfehn von der Frau Adelheid Wagener aus Esens in der vermoorten Senke südlich von Esens gegründet. Hier wurden zunächst Pfälzer angesiedelt, die aber nach dem Scheitern der Kolonisation nach Pfalzdorf und Plaggenburg bei Aurich umsiedelten. Die Kolonisation scheiterte durch das Abbrennen der Wasserpumpmühle, die den Hochmoorbereich trockenlegen sollte. Der Wiederaufbau der Mühle überforderte die Gründerin finanziell.
Ab 1850 wurde der größte Teil des landesherrlichen Besitzes südlich der vermoorten Senke als Schooer Wald aufgeforstet. Das ehemalige Forsthaus lag im Wald unmittelbar südlich der Domäne Schoo. Auch die Domäne Schafhaus, eine ehemalige landwirtschaftliche Außenstelle des Klosters Marienkamp bei Esens, wird als Schafhauser Wald aufgeforstet. Das ehemalige Domänengebäude wird zum Forsthaus, heute privatisiert.
Die restlichen Heideflächen im Landesbesitz wurden im ersten Drittel des 20. Jahrhunderts verkauft und in landwirtschaftliche Betriebe umgewandelt.
Während des Zweiten Weltkrieges wurde im Schafhauser Wald an der Buchenallee eine Munitionsfabrik eingerichtet. Dazu gehört ein Bunker, der südlich des ehemaligen Forsthauses heute noch besteht.
Die Gemeinde Moorweg reichte früher wesentlich weiter nach Norden bis etwa an den Esenser Schützenplatz. Sie wurde durch die Expansion der Stadt im 20. Jahrhundert immer weiter nach Süden gedrängt.

## Politik

### Gemeinderat
Der Rat der Gemeinde Moorweg besteht aus neun Ratsfrauen und Ratsherren. Dies ist die festgelegte Anzahl für die Mitgliedsgemeinde einer Samtgemeinde mit einer Einwohnerzahl zwischen 501 und 1000 Einwohnern. Die neun Ratsfrauen und Ratsherren werden durch eine Kommunalwahl für jeweils fünf Jahre gewählt. Die aktuelle Amtszeit begann am 1. November 2016 und endet am 31. Oktober 2021.
Der Gemeinderat wählte das Gemeinderatsmitglied Jürgen Schröder zum ehrenamtlichen Bürgermeister für die aktuelle Wahlperiode.
Die Kommunalwahl vom 11. September 2021 ergab das folgende Ergebnis:
| Partei                         | Anteilige Stimmen | Anzahl Sitze |
| ------------------------------ | ----------------- | ------------ |
| Freie Wählergemeinschaft (FWG) | 86,33 %           | 8            |
| Bündnis 90/Die Grünen          | 13,67 %           | 1            |

Die Wahlbeteiligung bei der Kommunalwahl 2021 lag mit 61,56 % über dem niedersächsischen Durchschnitt von 57,1 %. Zum Vergleich – die Wahlbeteiligung bei der Kommunalwahl 2016 lag mit 57,06 % über dem niedersächsischen Durchschnitt von 55,5 %. Zum Vergleich – bei der vorherigen Kommunalwahl vom 11. September 2011 lag die Wahlbeteiligung bei 51,58 %.

### Wappen
| | Blasonierung: „Das Wappen der Gemeinde Moorweg ist linksschräg geteilt von Gold (Gelb) und Blau; oben zwei grüne Eichenblätter mit einer Frucht, unten ein Bündel von fünf goldenen (gelben) Kornähren, unten belegt mit einem goldenen (gelben) Kleeblattkreuz.“ |
| Wappenbegründung: Die Eichenblätter versinnbildlichen den Schafhauser und den Schooer Wald, welche einen großen Teil des Gemeindegebietes bedecken. Die Eichel soll auf das Wahrzeichen der Gemeinde, die alte “Burghard-Eiche”, hinweisen. Die fünf Ähren weisen auf die Ortsteile Neugaude, Altgaude, Wagnersfehn, Westerschoo und Klosterschoo sowie auf die landwirtschaftlich geprägte Landschaft hin. Das Kleeblattkreuz unterstreicht den Zusammenhalt der Ortsteile und erinnert an das “Olde Kloster” und “Schoo”, welche beide auf der Ostfriesland-Karte des David Fabricius (1589) zu finden sind. Von diesen Orten ging die erste Kultivierung und Besiedelung aus. Die Farben Blau und Gold sind dem Wappen der Samtgemeinde Esens entnommen und soll die Zugehörigkeit der Gemeinde zur Samtgemeinde Esens verdeutlichen. | |

## Kultur und Sehenswürdigkeiten
- Die Ochsenweide umfasst 67 Hektar und steht seit 1960 unter Naturschutz. Das Gebiet, das teils in der Gemeinde Holtgast liegt, ist seit 2019 Bestandteil des Naturschutzgebietes Ochsenweide, Schafhauser Wald und Feuchtwiesen bei Esens.